# Addison (ville, New York)
Ne doit pas être confondu avec Addison (village, New York).

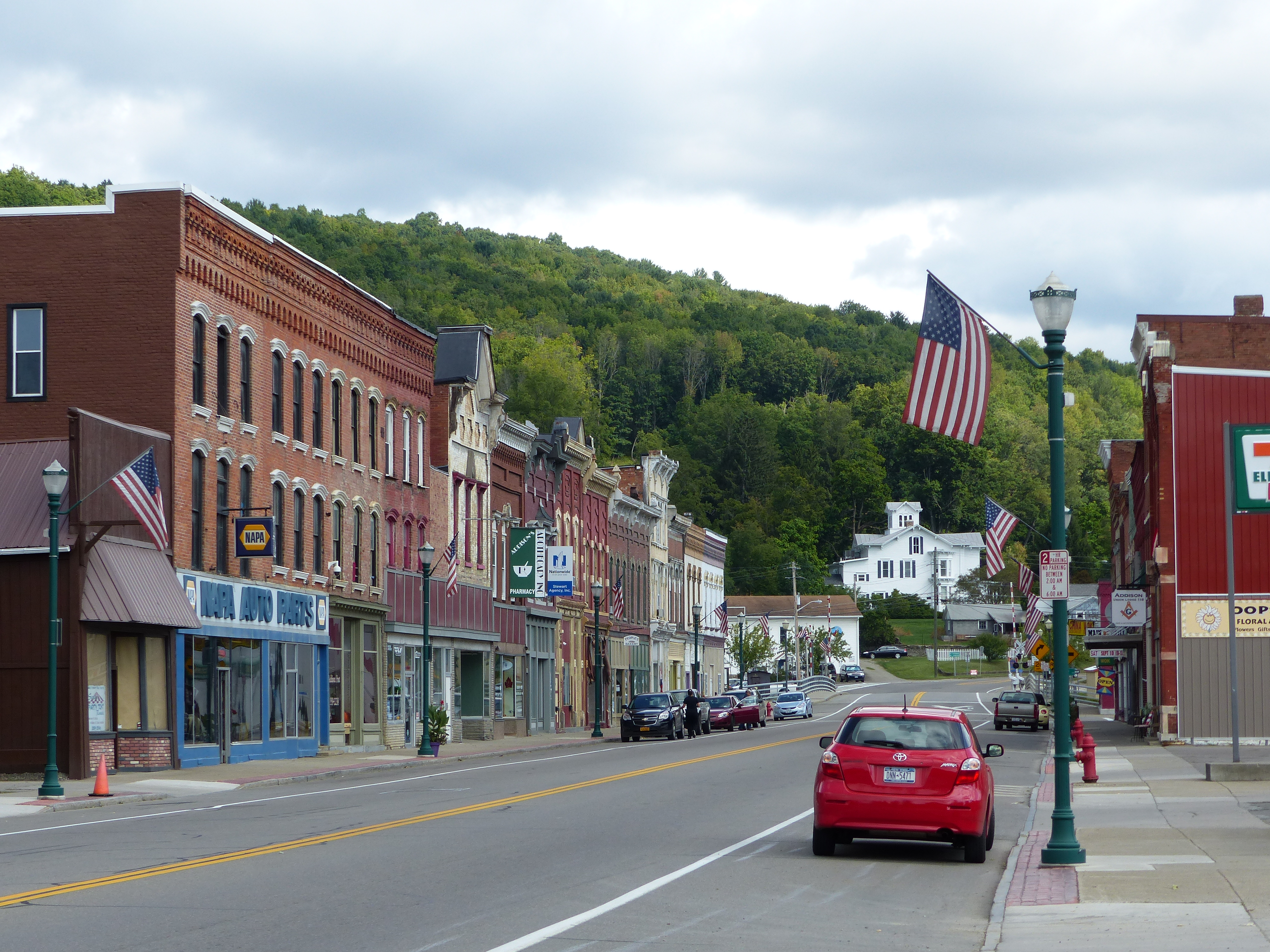
Addison (ville, New York)

Addison est une ville (town) du comté de Steuben, dans l'État de New York, aux États-Unis,. En 2010, elle comptait une population de 2 595 habitants.

## Démographie
Lors du recensement de 2010, la ville comptait une population de 2 595 habitants, tandis qu'en 2016, elle est estimée à 2 530 habitants.